# Nicola Tagliacozzi Canale
Nicola Tagliacozzi Canale (Napoli, 19 aprile 1691 – Napoli, dicembre 1763) è stato un architetto, ingegnere, incisore e scenografo italiano.

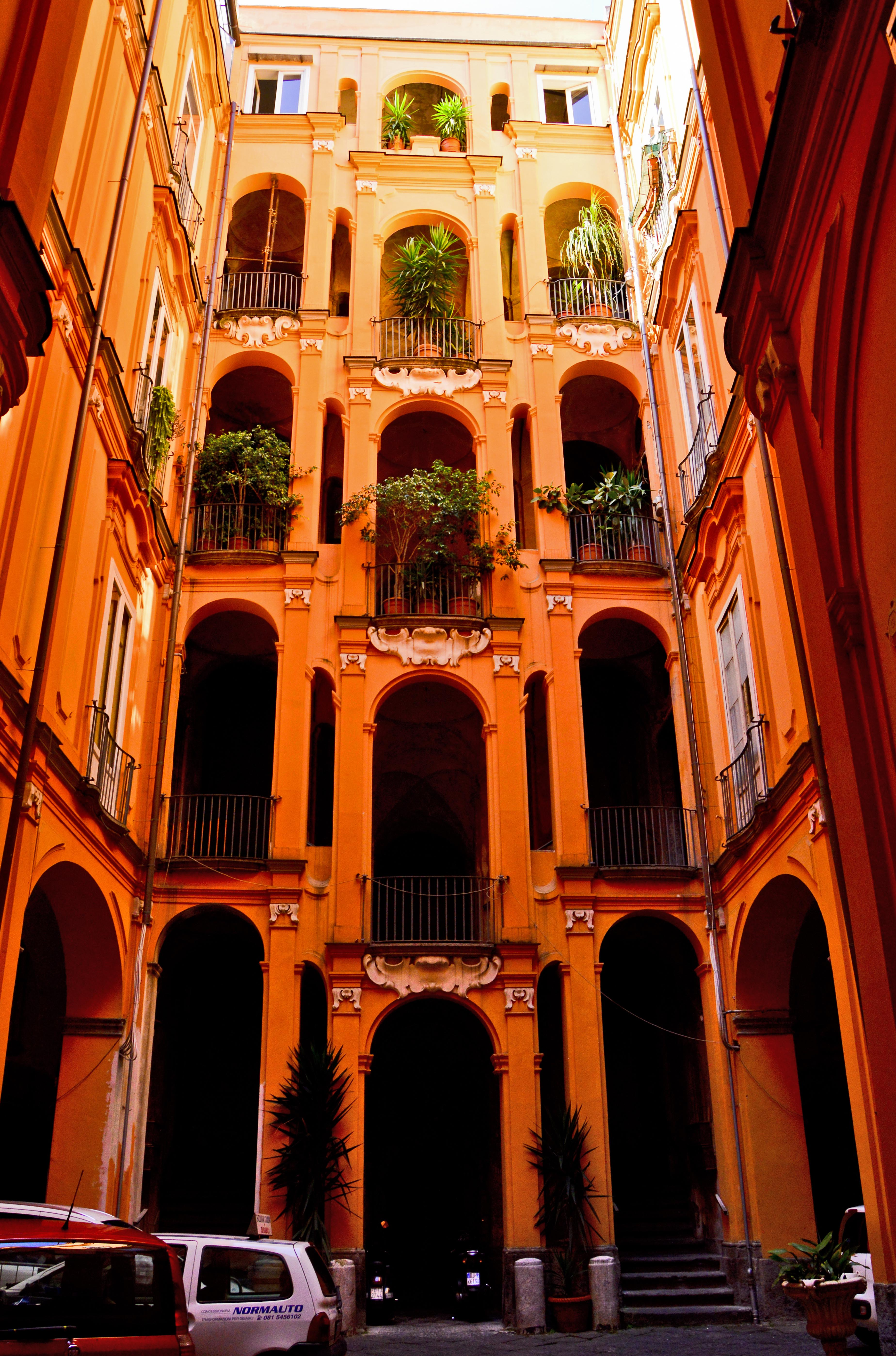
La scala a doppia rampa in Palazzo Trabucco

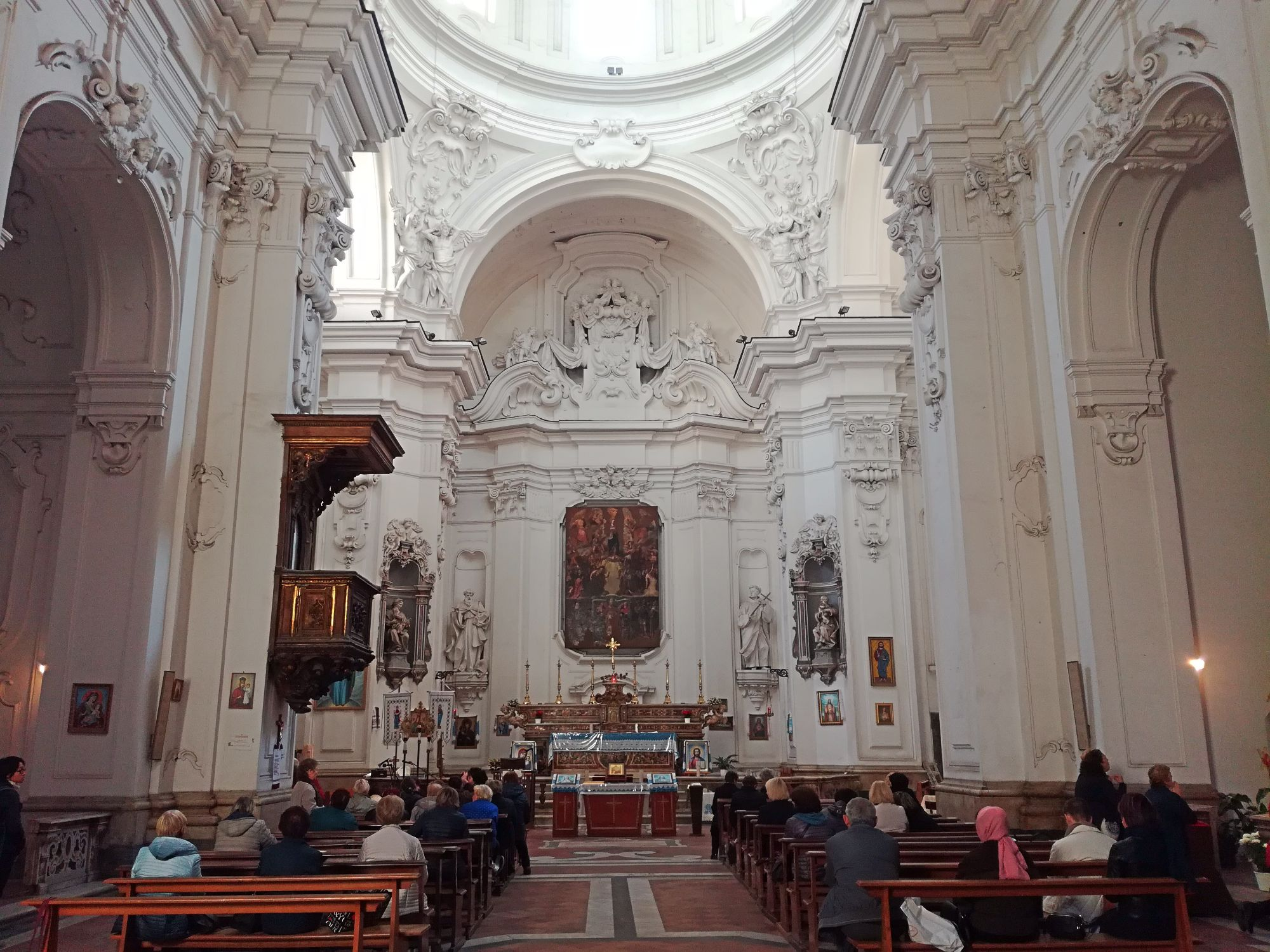
L'abisde ad opera di Tagliacozzi Canale, Chiesa della Pace

Della sua formazione artistica, nel solco del Barocco napoletano, si sa ben poco; di certo fu attivo nella città partenopea tra il 1720 e l'anno della sua morte.

## Biografia
Le opere del Tagliacozzi Canale aderiscono alle forme barocche secentesche di Cosimo Fanzago e quelle successive del Sanfelice e denotano anche alcuni influssi borrominiani, altri che formarono la sua cultura architettonica furono i contemporanei Domenico Antonio Vaccaro con il quale Tagliacozzi Canale ha collaborato dal 1720 alla Certosa di San Martino, Giovan Battista Nauclerio, Giuseppe Lucchese Prezzolini e Antonio Guidetti con la facciata movimentata della chiesa di Santa Maria della Colonna.
Lo si vede attivo già dal 1720 fino al 1760 alla Certosa con il Vaccaro, completando il registro superiore della facciata e realizzando il pregevole refettorio con l'esecuzione dei lavori dei capomastri i fratelli Cimafonte. Per il Tagliacozzi Canale, l'esperienza della Certosa rappresenta sia il laboratorio, sia come luogo della gavetta giovanile; infatti fu allievo dello zio Andrea che fu operativo presso il complesso dal 1670. Tra il 1728 e il 1730 è attivo presso il cantiere della chiesa del complesso di Santa Maria di Materdei nel quale ritornerà anche nel 1735 e completò anche la decorazione della chiesa di Santa Maria Egiziaca a Forcella.
Ma già dagli anni trenta del XVIII secolo la sua attività è più prolifica come testimoniano alcune ricevute di pagamento del Banco dello Spirito Santo: nel 1729 in qualità di ingegnere della Santa casa dello Spirito Santo apprezza opere in legno del falegname Luca Romano; due anni dopo nella stessa fabbrica, in qualità di ingegnere ordinario, dirige i lavori per la nuova casa congregazionale accanto alla loro chiesa; tra il 1732 e il 1733 il Tagliacozzi Canale dirige i lavori per una decorazione in stucco presso il casino di Antonio Montuori a Posillipo e dirige anche alcuni lavori di restauro nella stessa abitazione; nel 1733 è anche attivo presso la chiesa di Sant'Antonio a Tarsia con il restauro delle case del monastero; nel 1734 eseguì alcuni disegni di stucchi per la tribuna della chiesa di Santa Brigida; nel 1735 progetta porte, finestre e balconi e il portone presso l'abitazione di un certo Aniello Fontana in via San Tommaso d'Aquino e opere di falegnameria nella chiesa di Santa Maria della Concordia.
Nell'anno 1736 divenne architetto regio con la cura delle proprietà reali nello stato pontificio, inoltre fu anche scenografo di corte nel quale progetta dal 1734 con la pianta della cuccagna da realizzarsi durante l'ingresso di Carlo III di Spagna, nei successivi anni è affiancato alla progettazione di apparati effimeri dal Sanfelice. Nel 1738 entrambe si occupano dell'apparato da festa da realizzarsi in Piazza di Spagna per le nozze di Carlo III di Spagna e Maria Amalia di Sassonia e con lo stesso architetto collabora nuovamente l'anno successivo per creare un'ulteriore macchina da festa per il matrimonio di Filippo I di Parma, fratello del re. Tra il 1732 e il 1738 risale la ristrutturazione di palazzo Mastelloni e palazzo Trabucco.
Dopo il terremoto del 1732 riammodernò e consolidò la chiesa di San Giuseppe dei Vecchi i cui documenti sono datati tra il 1741 e il 1742. Nel 1739 progetta il pavimento in maiolica della chiesa di Sant'Antonio a Tarsia e messo in opera dal riggiolaio Donato Massa e contemporaneamente riceve l'incarico da Francesco Costantino di riammodernare il Palazzo Costantino. Tra il 1738 e il 1742 è nella chiesa di Santa Maria della Pace dove progetta insieme al Vaccaro la trasformazione del monastero. Alla fine degli anni quaranta del secolo fu proposto come regio ingegnere per alcune riparazioni da realizzarsi nella chiesa dei Santi Bernardo e Margherita a Fonseca.
Negli anni cinquanta la sua produzione è indirizzata verso le fabbriche religiose e in primis con la chiesa di San Carlo alle Mortelle dove rafforza il campanile e le coperture della chiesa, altri interventi si registrano nella chiesa di San Nicola alla Carità, nel complesso dei Pellegrini e nella chiesa di Sant'Anna di Palazzo, restaura la chiesa di Santa Maria Egiziaca a Forcella insieme ad una commissione di ingegneri, ulteriori restauri e rimaneggiamenti che vengono realizzati in questo decennio sono quelli della chiesa di Sant'Agrippino a Forcella, del complesso di San Francesco delle Cappuccinelle. Tra il 1757 e il 1758 è operativo presso la chiesa di San Michele Arcangelo a Port'Alba dove progetta opere marmoree e nello stesso periodo è attivo come collaboratore di Ferdinando Fuga, insieme a Giuseppe Pollio in qualità di ingegneri nel cantiere del Real Albergo dei Poveri e come collaboratore di Luigi Vanvitelli presso il cantiere del Foro Carolino e a questa partecipazione con il Vanvitelli risale anche il rinnovo e completamento della chiesa di San Domenico Soriano.
Gli anni sessanta si aprono per l'architetto con interventi presso la Basilica di Santa Maria della Cesarea ed a un ulteriore intervento nella chiesa di San Giuseppe dei Ruffi dopo l'estromissione dal cantiere di Marcello Guglielmelli. Già dal 1753 è in opera la ridecorazione della Basilica santuario di Santa Maria del Carmine Maggiore i quali interventi occuperanno buona parte degli ultimi anni dell'architetto, i lavori termineranno due anni dopo la morte e furono portati a termine dai fratelli Cimafonte. Le ultime opere architettoniche sono la facciata rococò della chiesa di Santa Sofia ad Anacapri e l'ammodernamento della chiesa Madre di Caiazzo, quest'ultima portata a termine dal figlio Andrea Canale.